# Denis Compton

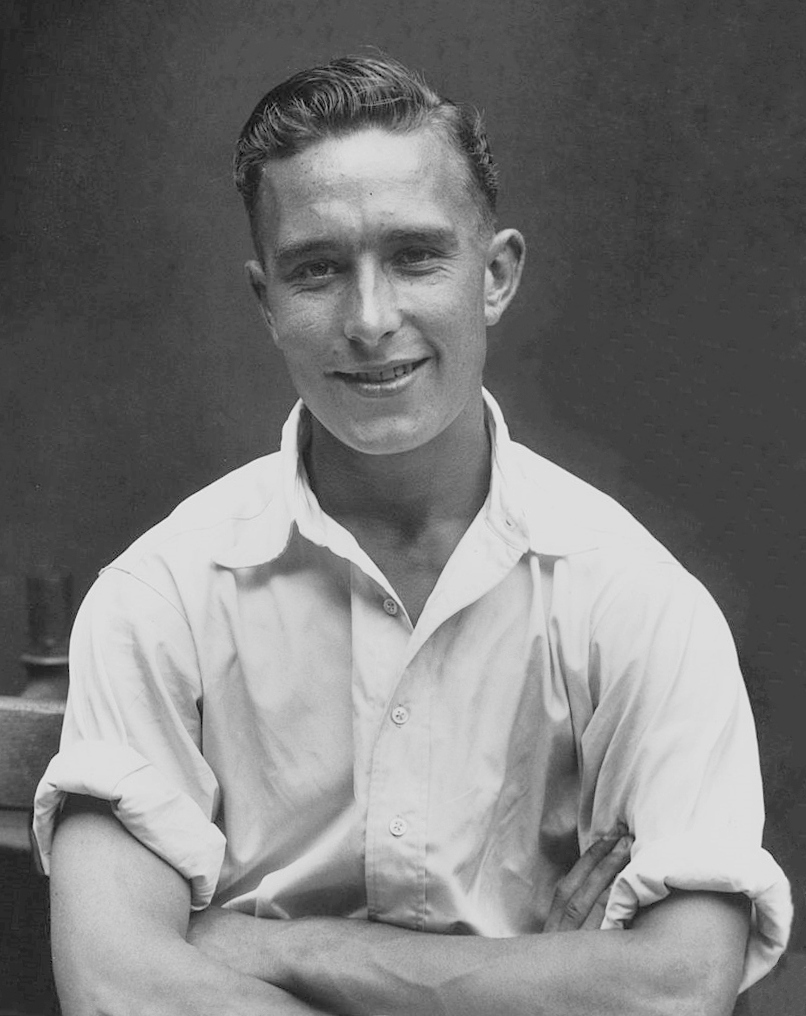
Denis Compton

Denis Charles Scott Compton, född 23 maj 1918 i Hendon, Middlesex, död 23 april 1997, var en engelsk cricketspelare och fotbollsspelare.
Denis Compton var en av Englands mest kända cricketspelare under 1940- och 50-talen. Han spelade i Middlesex County Cricket Club. Han spelade även fotboll i Arsenal. Han spelade vänsterytter och gjorde debut i september 1936. Med Arsenal vann han ligan 1948 och FA-cupen 1950. I slutet av karriären hade han dock problem med en knäskada, som han ådragit sig i samband med en kollision med Charltons målvakt. Totalt spelade han 60 matcher och gjorde 16 mål för Arsenal. Han spelade även 12 matcher för England under andra världskriget, men spelade aldrig någon officiell landskamp.
Efter idrottskarriären blev Denis Compton journalist och senare tv-kommentator på BBC.
Han avled i Windsor, 78 år gammal. Hans äldre bror Leslie spelade även han fotboll och cricket i Arsenal respektive Middlesex.